# WIN/GIA
La Red Independiente Mundial/Asociación Internacional de Gallup (WIN/GIA) fue un consorcio de empresas independientes de estudio e interrogación de mercados. Fue creado en mayo de 2010 cuando la Asociación Internacional de Gallup (GIA) y la Red Independiente Mundial comenzado su cooperación. Se disolvió en 2017.